# Arnspitzgruppe
Die Arnspitzgruppe ist eine Untergruppe des Wettersteingebirges und liegt zwischen Seefeld in Tirol und Mittenwald in Bayern beziehungsweise zwischen dem Leutaschtal im Westen und dem Isartal bei Scharnitz im Osten. Der größere Teil gehört zu Tirol, ihr Nordostteil zu Bayern. Die Grenze zwischen Bayern und Tirol führt über den Gipfel der Großen Arnspitze.

## Gipfel
- Schartenkopf (1616 m ü. A.)
- Große Arnspitze (2196 m ü. A.)
- Mittlere Arnspitze (2091 m ü. A.)
- Arnplattenspitze (Hintere Arnspitze) (2171 m ü. A.)
- Weißlehnkopf (2002 m ü. A.)
- Arnkopf (1934 m ü. A.)
- Zwirchkopf (1773 m ü. A.)

(entlang der Hauptkette, von Nordosten)
Von der Großen Arnspitze bildet sich ein Ausläufer nach Osten, dessen Gipfel Arntalköpfle (1529 m ü. A.) die Westseite der Talenge des Scharnitzpasses bildet.

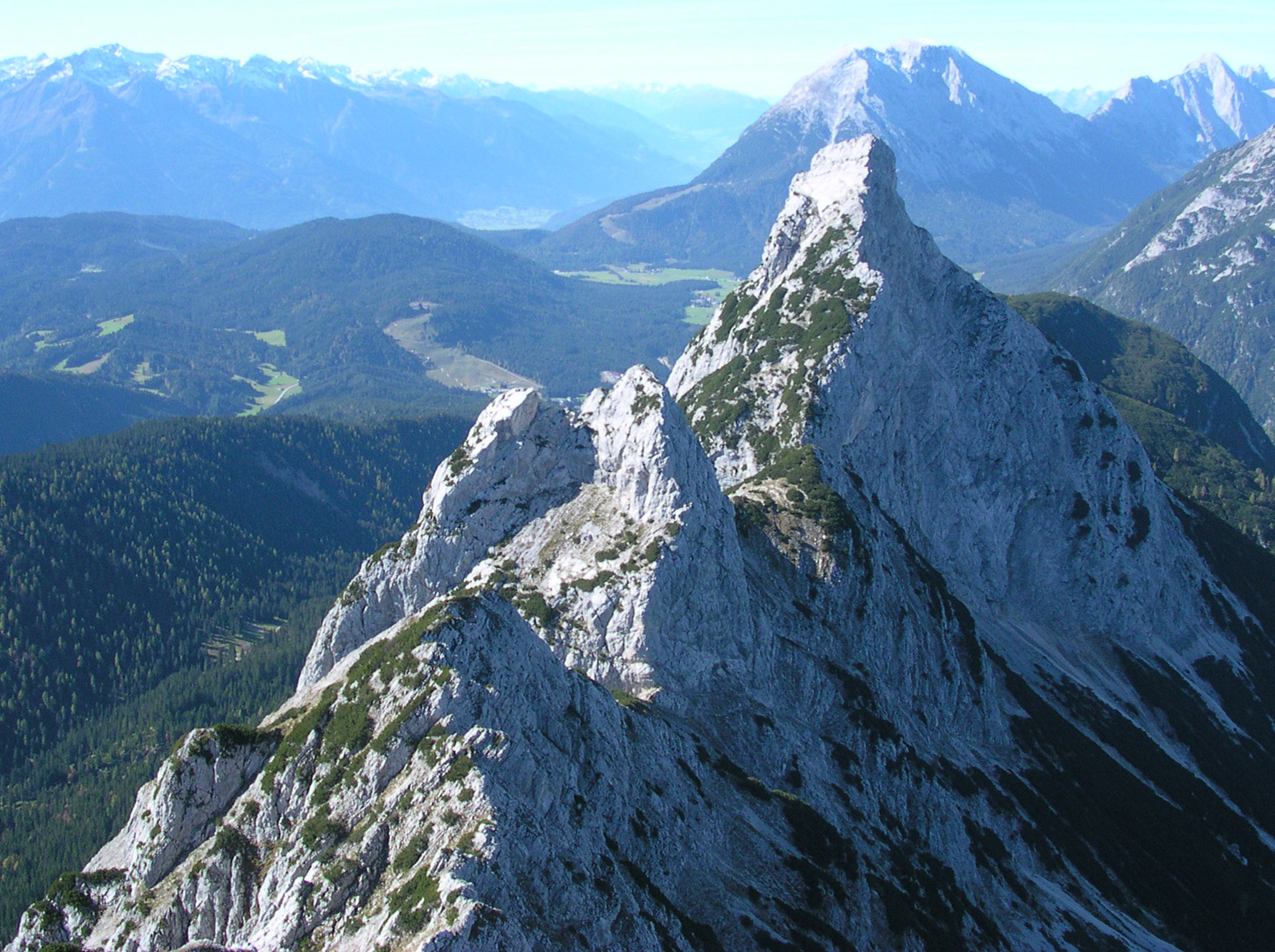
Blick von der Großen Arnspitze über die doppelgipfelige Mittlere Arnspitze hinweg zur Arnplattenspitze
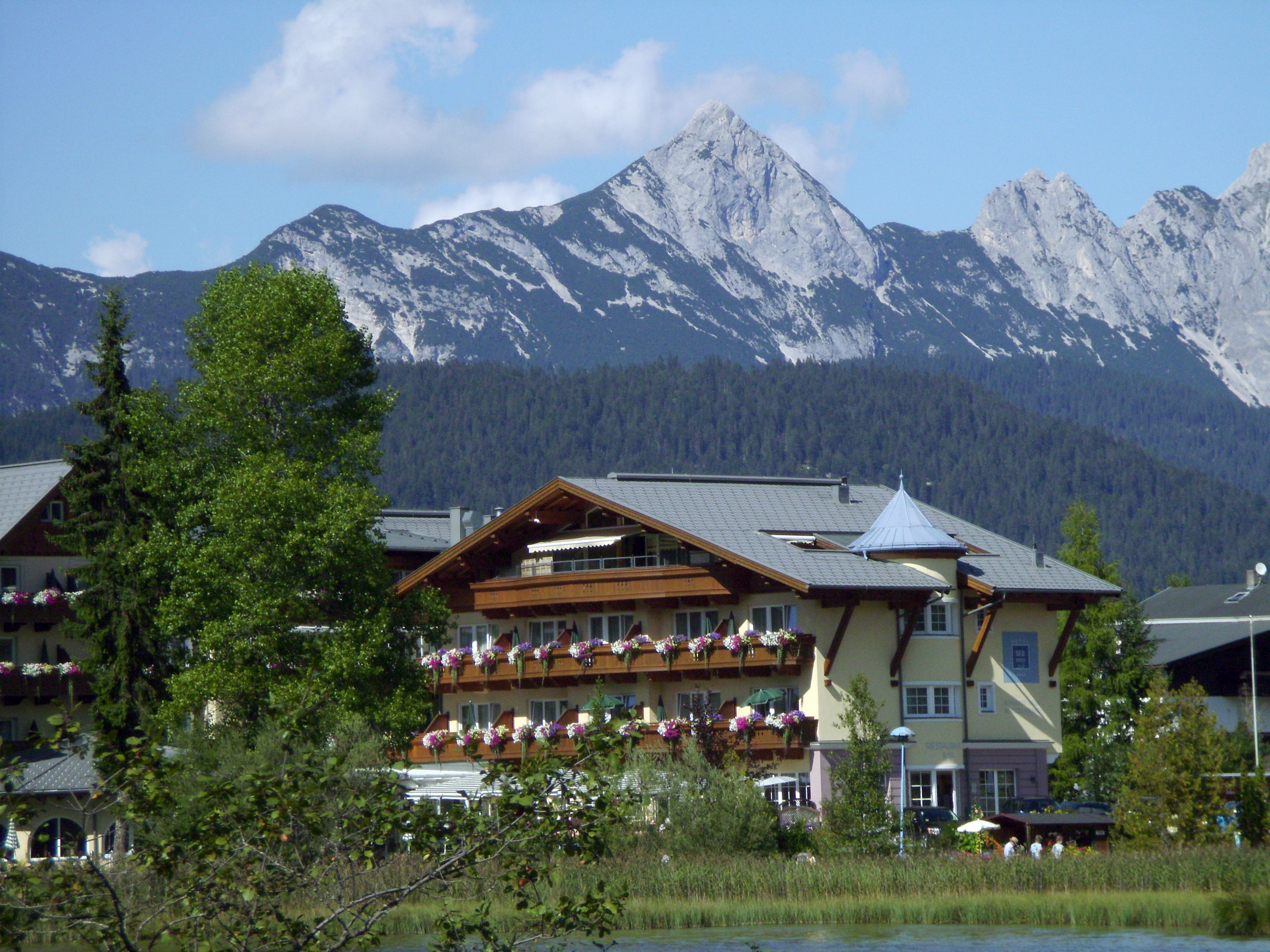
Die Arnplattenspitze (links) und Mittlere Arnspitze (rechts) vom Wildsee
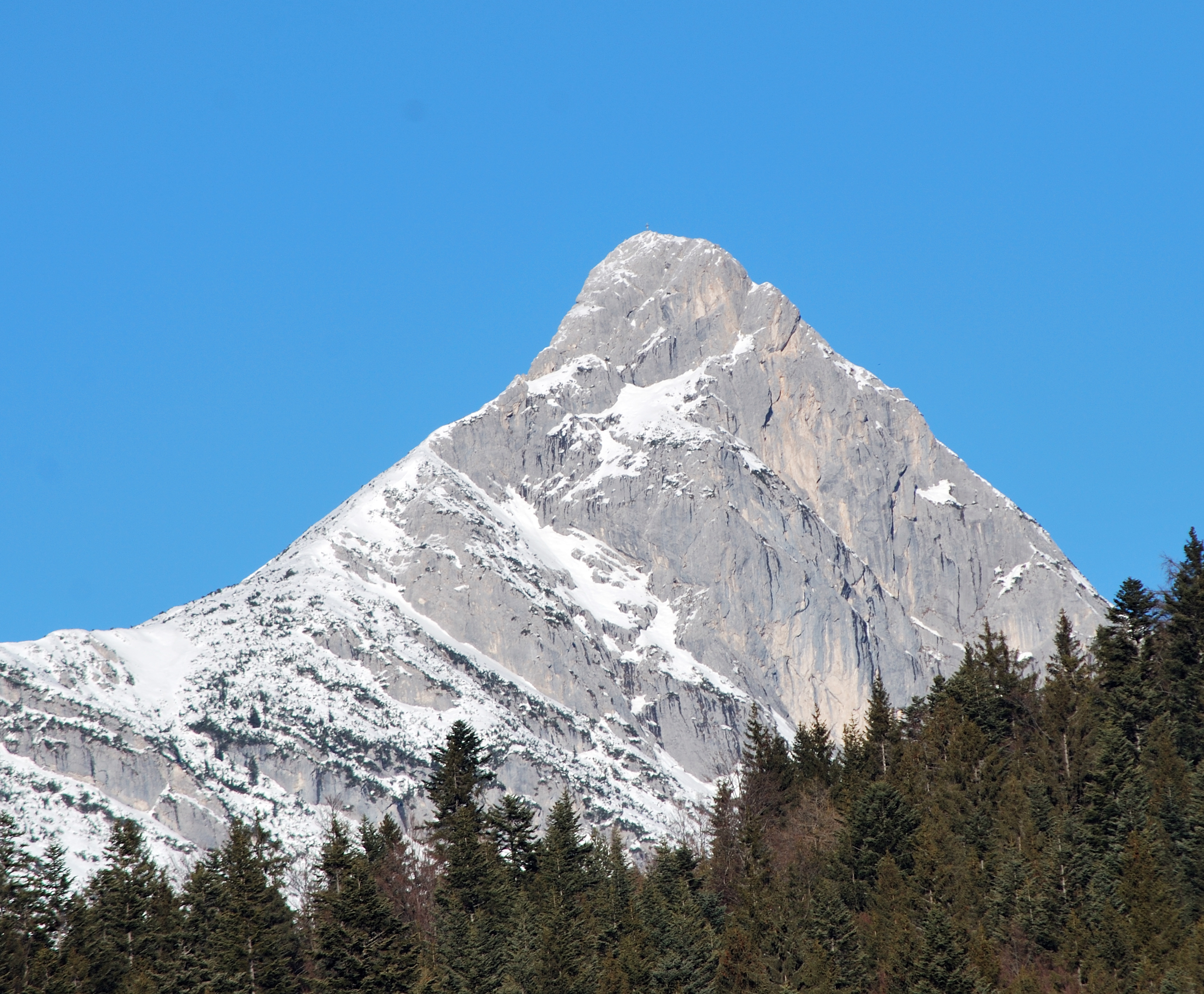
Arnplattenspitze von Süden
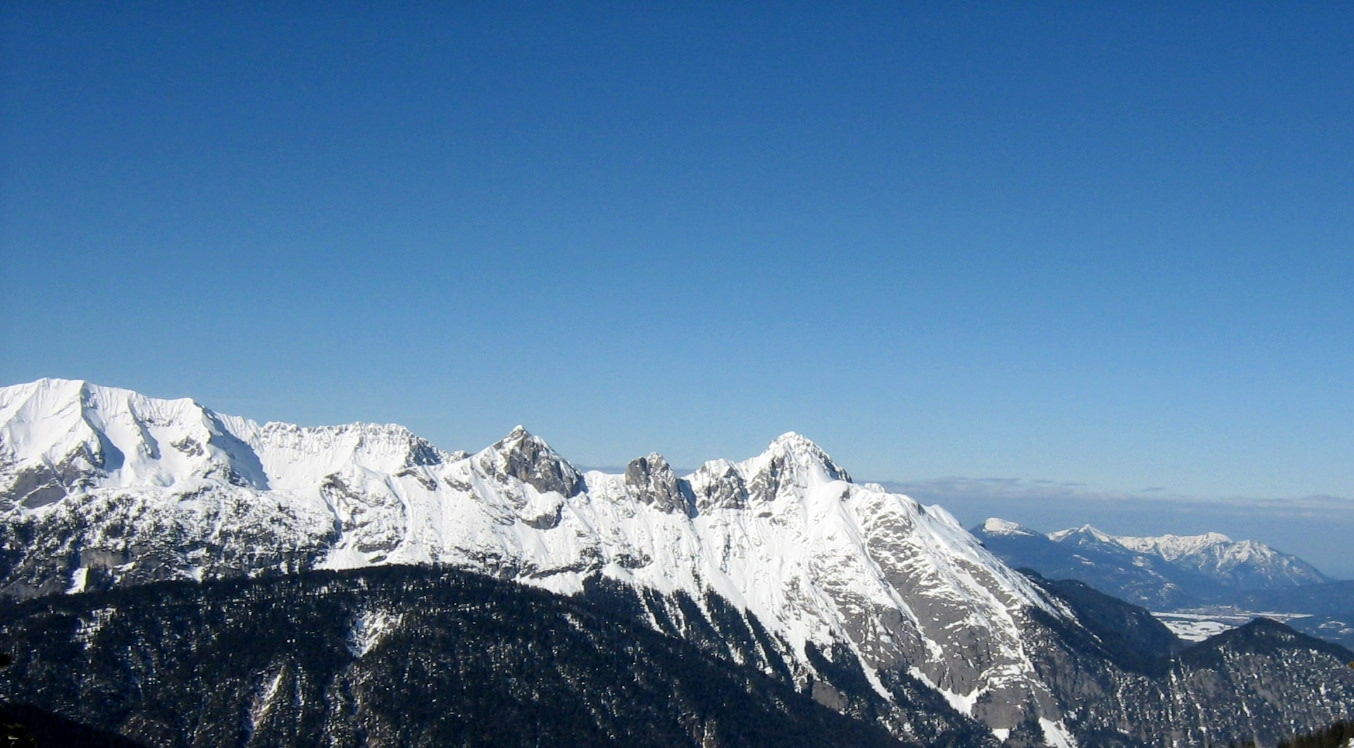
Arnspitzgruppe von Südosten mit Arntalköpfle rechts unten, links dahinter Wettersteinspitzen und -wand
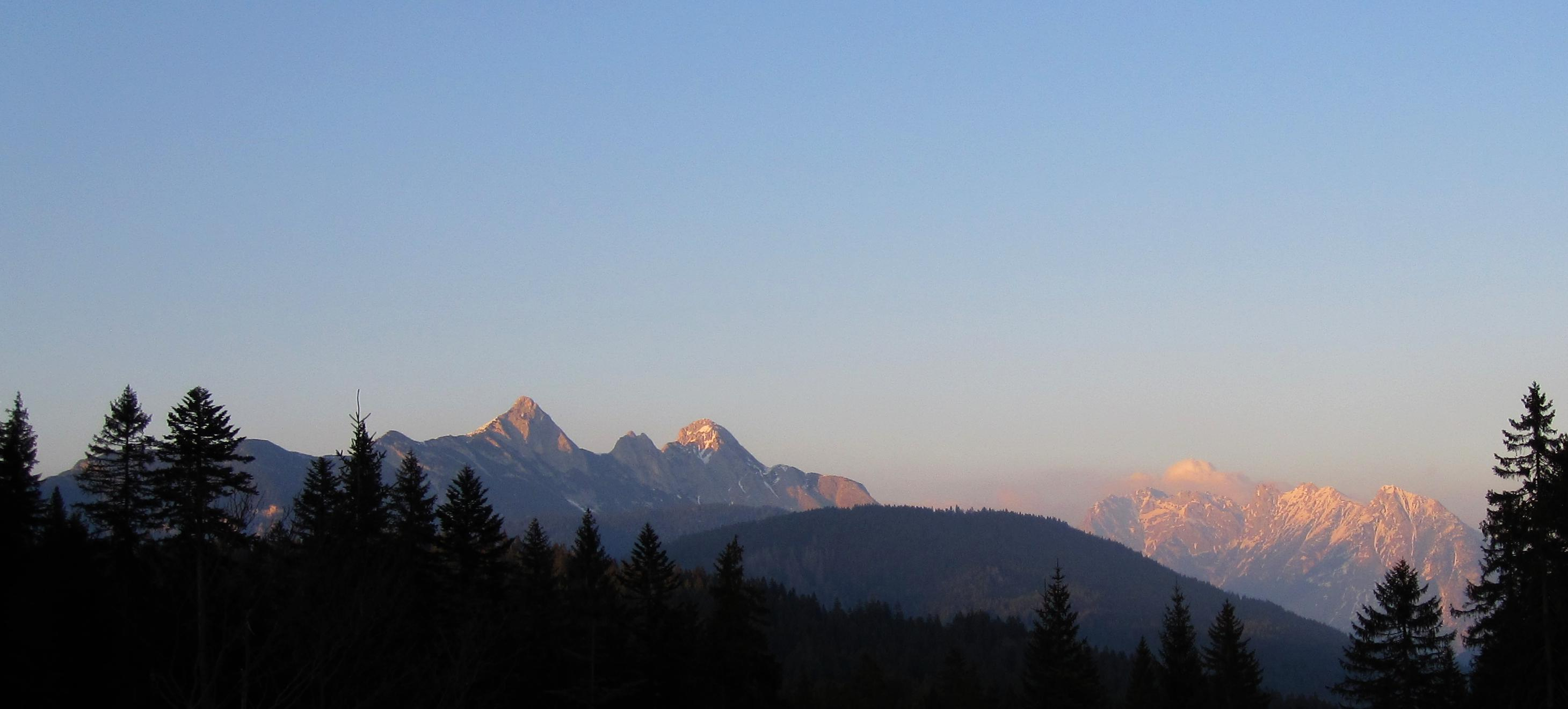
Arnspitzgruppe und Nördliche Karwendelkette von Süden
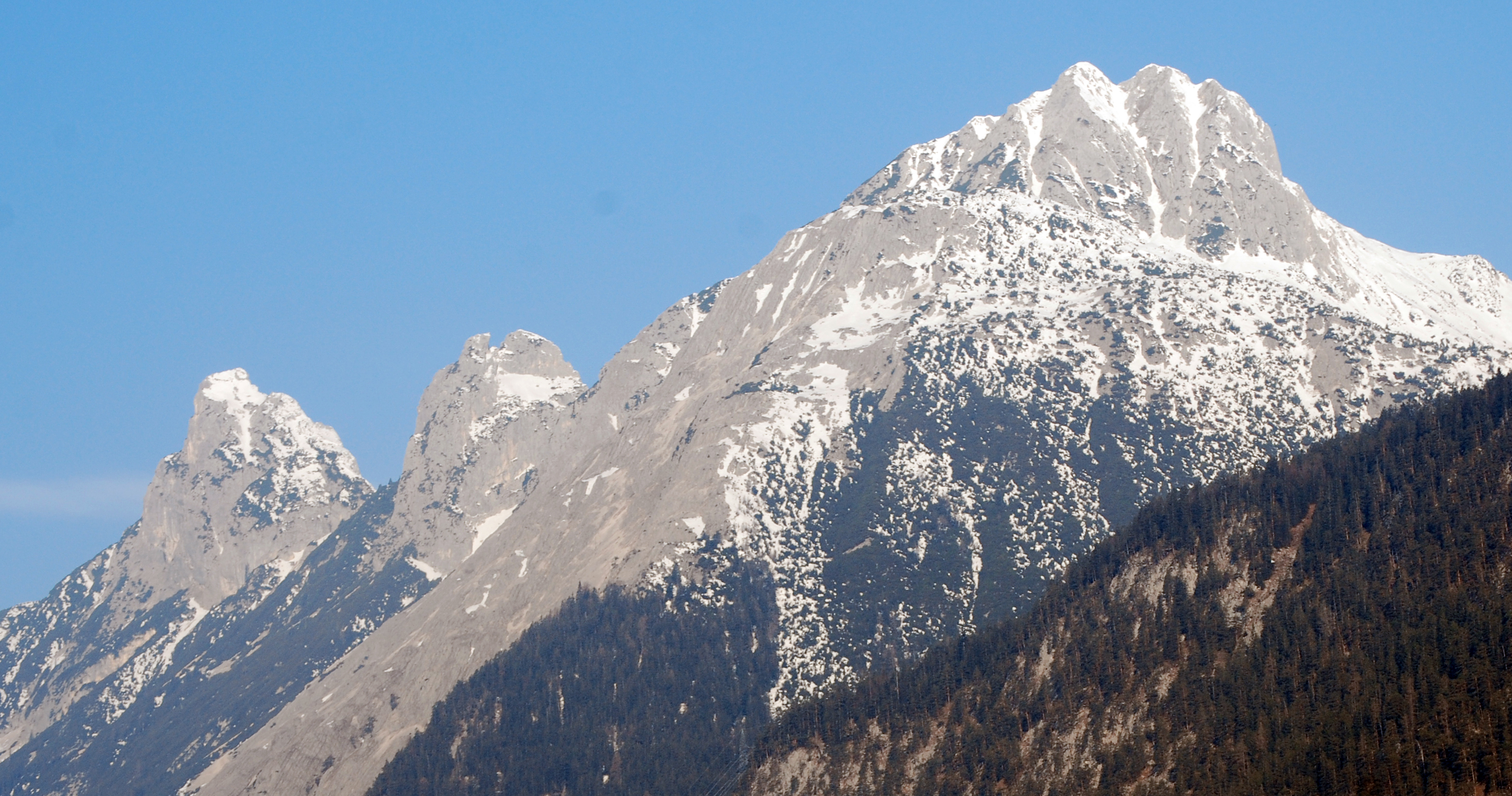
Gipfel der Arnspitzgruppe von Osten: Arnplattenspitze, Mittlere Arnspitze, Große Arnspitze
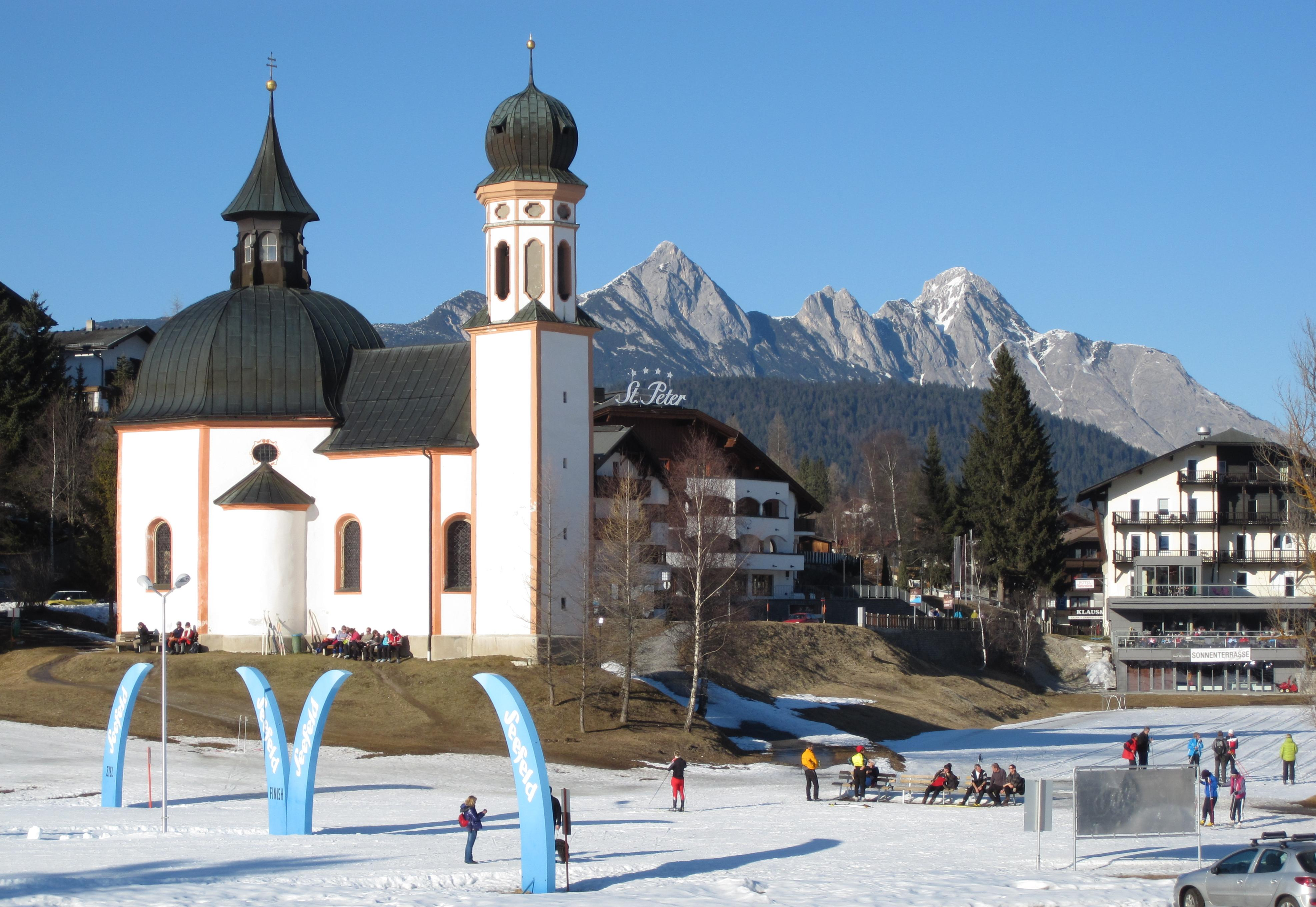
Arnspitzgruppe von Seefeld aus gesehen

## Straßen und Wege
Es führt keine öffentliche Fahrstraße in das Gebiet, nur eine sehr steile Forststraße vom Leutascher Ortsteil Ahrn auf den Hohen Sattel. Vom Weiler Ahrn und von der Jagdhütte Hoher Sattel führen Steige zu den einzelnen Gipfeln.
Während die Große Arnspitze und die Arnplattenspitze entweder von Mittenwald über den Riedberg oder von Scharnitz aus als teilweise ausgesetzte Bergtour erreicht werden können, erfordert die Gratüberschreitung der drei Gipfel Kletterkenntnisse im dritten Grad (bei Umgehung der Mittleren Arnspitze im zweiten Grad).
Der landschaftlich schönste Anstieg auf die Große Arnspitze führt von der Leutasch über die Riedbergscharte und die Achterköpfe. Unterhalb des Gipfels liegt auf 1930 m die unbewirtschaftete Arnspitzhütte.

## Geologie
Die Arnspitzgruppe ist Teil der Nördlichen Kalkalpen und gehört tektonisch großteils zur Inntaldecke, nur der nördlichste Teil ab der Riedbergscharte gehört der Lechtaldecke an. Die Arnspitzgruppe wird zum überwiegenden Teilen aus Gesteinen des Wettersteinkalks aufgebaut, der nach Südost hin einfällt. Im Bereich des Hohen Sattels zieht ein Band Raibler Schichten von West nach Ost, während das südlich den Arnspitzen vorgelagerte Zunteregg 1682 m ü. A. aus Gesteinen des Hauptdolomits aufgebaut ist. Am Fuß der Großen Arnspitze wurde früher Bleierz abgebaut. Das Bergwerk lag auf bayerischem Gebiet knapp nördlich der österreichischen Grenze im Isartal, am südwestlichen Ende des Riedbodens.

## Naturschutzgebiet Arnspitze
Die Arnspitzgruppe ist ein Naturschutzgebiet. Das Naturschutzgebiet Arnspitze wurde 19. November 1942 festgesetzt. Der heute österreichische Teil, im Gebiet der Gemeinden Leutasch und Scharnitz, Bezirk Innsbruck-Land, ist Naturschutzgebiet nach Tiroler Naturschutzgesetz, umfasst 10,8 km², und ist das älteste Naturschutzgebiet im Bundesland Tirol. Der bayerische Teil umfasst 1,7 km².

## Sonstiges

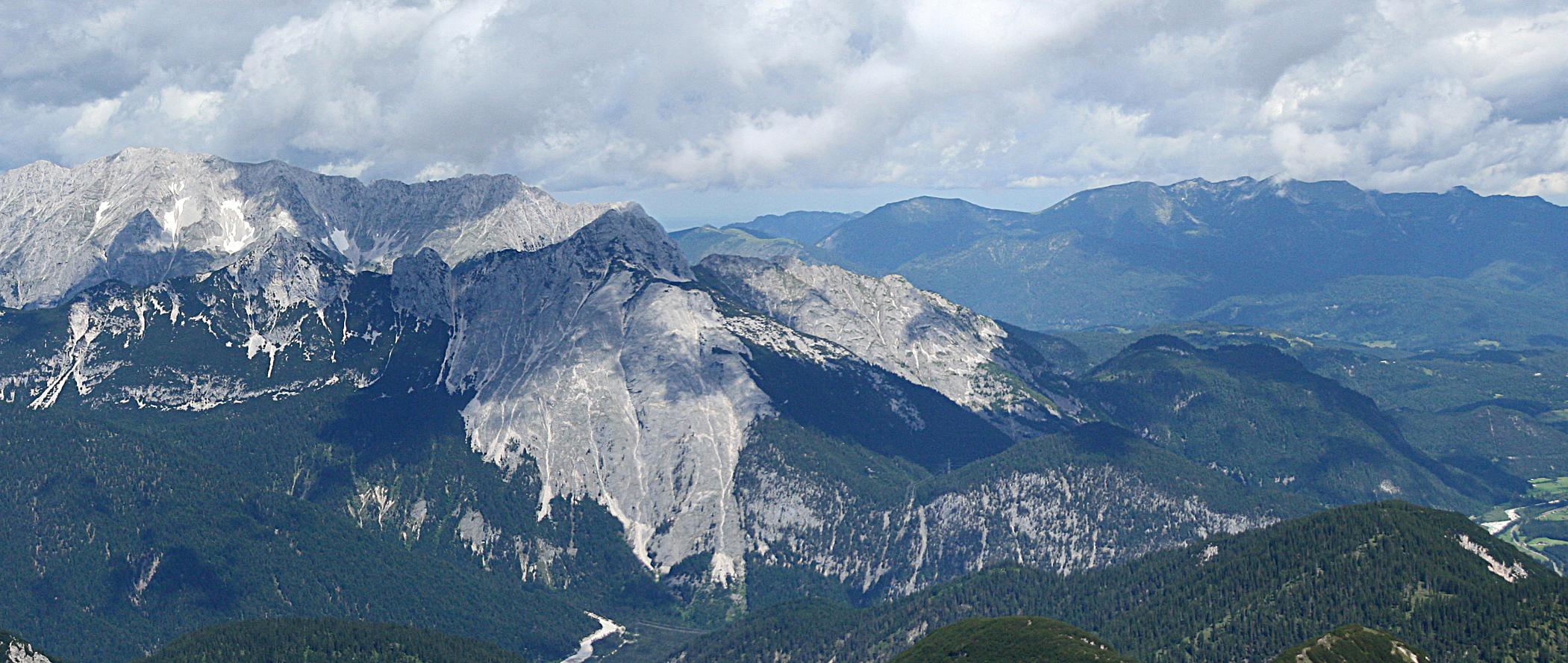
Kahle Südflanke der Arnspitze nach dem Brand 1947

Ende August 1947 brach auf der Südostseite der Arnspitze aufgrund großer Trockenheit ein verheerender Brand aus, bei dem Tausende Feuerwehrleute aus Oberbayern und Tirol wochenlang im Einsatz waren. Die Bergflanke ist seit dieser Zeit kahl.
Die erste dokumentierte Skiabfahrt der Arnplattenspitze erfolgte am 2. Januar 2018 durch David Sikan.